# Serrat de Rocapedra
El Serrat de Rocapedra és una serra situada al municipi de Ribera d'Urgellet a la comarca de l'Alt Urgell, amb una elevació màxima de 1.625 metres.